# Vorwahlergebnisse der Präsidentschaftswahl in den Vereinigten Staaten 2020
Diese Seite führt die Ergebnisse der Vorwahlen zur Präsidentschaftswahl des Jahres 2020 in den Vereinigten Staaten auf.
Neben den beiden großen Parteien, den Demokraten und den Republikanern, führen auch einige kleine Parteien reguläre Vorwahlen durch. Deren letztlich nominierte Kandidaten gelten dabei als chancenlos. Inklusive der Electoral-College-Wahlleute des aus Staaten mit der Möglichkeit für Write-in wäre 2012 zumindest theoretisch eine Wahl des Präsidentschaftskandidaten der Green Party, der Libertarian Party oder der Constitution Party möglich gewesen – ohne Write-in nur des Kandidaten der beiden Ersteren.

## Delegierte
Die Parteien in den Vereinigten Staaten bestimmen ihren jeweiligen Präsidentschaftskandidaten bei einem im Wahljahr stattfindenden, nationalen Parteitag (Party Convention). Jeder Bundesstaat entsendet dorthin (je nach Einwohnerzahl mehr oder weniger) Delegierte, die wiederum auf Grundlage der Ergebnisse der dortigen Vorwahlen bestimmt werden. Je nachdem, wie viele Stimmen die jeweiligen Bewerber erhalten haben, wird ihnen eine entsprechende Anzahl an Delegierten zugewiesen, die beim Parteitag für sie stimmen sollen und daher als „verpflichtete Delegierte“ bezeichnet werden. Die Vorwahlen selbst sind je nach Bundesstaat unterschiedlich organisiert, lassen sich aber grundsätzlich in Caucus (Staats-Parteitag) und Primary (öffentliche Vorwahl) einteilen.
Seit 1982 gibt es bei Demokraten zusätzlich so genannte „Superdelegierte“. Diese gehen nicht aus den Vorwahlen hervor, sondern sind meist Amtsinhaber und Parteioffizielle. Bei den Republikanern gibt es ein ähnliches System der „unverpflichteten Delegierten“. Sowohl unverpflichtete Delegierte als auch Superdelegierte sind in ihrer Wahl des Kandidaten frei, wodurch Prognosen erschwert werden. Die Zuordnung erfolgt hier auf Grunde veröffentlichter Unterstützungsbekundungen (Endorsement) der Delegierten. Nicht jeder gibt eine solche ab und kann sich zudem auch umentscheiden, da die Endorsements unverbindlich sind. Bei den Demokraten haben die Superdelegierten erst dann Stimmrecht, wenn in der ersten Abstimmung kein Kandidat die erforderliche Mehrheit erhielt.
Auf Grund der Bestimmungen des US-amerikanischen Wahlrechts steht den kleinen Parteien nicht in jedem Bundesstaat eine Teilnahme an Vorwahlen zu. So wird u. a. eine Unterschriftenliste mit mindestens 500 Unterstützern verlangt. Daher ist es noch keiner Kleinpartei gelungen, in mehr als 10 Staaten Vorwahlen abzuhalten. In kleinen Staaten ist dies auch für die beiden größten Kleinparteien nur schwer zu stemmen, so hatte die Libertarian Party in New Hampshire Anfang 2020 nur 110 Mitglieder. 2020 ist die Libertarian Party in etwa 20 Staaten zu Vorwahlen berechtigt, führt diese jedoch nicht überall durch. Dies ist möglich, nachdem Demokraten und Libertäre 1996 gemeinsam gegen die Pflicht zu Vorwahlen Klage erhoben und den Prozess gewonnen haben. Von diesem erkämpften Recht machten 2020 in Arizona sowohl Republikaner als auch Libertäre Gebrauch. Die Vorwahlen der Libertarian Party sind unverbindlich, der Sieg in möglichst vielen Staaten erhöht die Wahrscheinlichkeit, letztlich nominiert zu werden.

## Democratic Party und Republican Party

### Kandidaten
| Demokraten | |                          |                                  |                                     |
| Joe Biden Bernie Sanders Michael Bloomberg Pete Buttigieg Tulsi Gabbard | |                          |                                  |                                     |
| Kandidat | Kandidat | Verpflichtete Delegierte | Voraussichtliche Superdelegierte | Auf dem Parteitag erhaltene Stimmen |
| Joe Biden | Joe Biden ehemaliger Vizepräsident, ehemaliger Senator aus Delaware                                                                                             | 2695                     | –                                | 3558                                |
| ausgeschiedene Kandidaten: | |                          |                                  |                                     |
| Bernie Sanders | Bernie Sanders Senator aus Vermont ausgeschieden am 8. April 2020, gab Unterstützung für Joe Biden bekannt                                                      | 1118                     | –                                | 1151                                |
| Tulsi Gabbard | Tulsi Gabbard Mitglied des Repräsentantenhauses ausgeschieden am 19. März 2020, gab Unterstützung für Joe Biden bekannt.                                        | 2                        | –                                | –                                   |
| Michael Bloomberg | Michael Rubens „Mike“ Bloomberg Unternehmer, ehemaliger Bürgermeister von New York City zurückgezogen am 6. März 2020, gab Unterstützung für Joe Biden bekannt. | 51                       | –                                | –                                   |
| Elizabeth Warren | Elizabeth Warren Senatorin aus Massachusetts ausgeschieden am 5. März 2020                                                                                      | 78                       | –                                | –                                   |
| Amy Klobuchar | Amy Jean Klobuchar Senatorin aus Minnesota, ausgeschieden am 2. März 2020, gab Unterstützung für Joe Biden bekannt.                                             | 7                        | –                                | –                                   |
| Pete Buttigieg | Pete Buttigieg Bürgermeister von South Bend, Indiana, ausgeschieden am 1. März 2020, gab Unterstützung für Joe Biden bekannt.                                   | 26                       | –                                | –                                   |
| Tom Steyer | Tom Steyer Hedgefonds-Manager ausgeschieden am 1. März 2020 | –                        | –                                | –                                   |
| Michael Bennet | Michael Bennet Senator aus Colorado ausgeschieden am 12. Februar 2020                                                                                           | –                        | –                                | –                                   |
| Deval Patrick | Deval Laurdine Patrick Gouverneur von Massachusetts ausgeschieden am 12. Februar 2020                                                                           | –                        | –                                | –                                   |
| Andrew Yangs | Andrew Yang Unternehmer ausgeschieden am 11. Februar 2020 | –                        | –                                | –                                   |
| Delegierte gesamt: 4.749 (2.375 zum Sieg) Verpflichtete Delegierte: 3.977, zusätzlich wurden 2 Delegierte in den Vorwahlen als „unverpflichtet“ bestimmt Weitere unverpflichtete Delegierte (Superdelegierte): 770 Enthaltungen auf dem Parteitag: 5, Nicht abgegebene Delegiertenstimmen: 35 | |                          |                                  |                                     |

| Republikaner | |                          |                                             |                                     |
| Donald Trump Bill Weld Rocky De La Fuente                                                                                  | |                          |                                             |                                     |
| Kandidat | Kandidat | Verpflichtete Delegierte | voraussichtliche unverpflichtete Delegierte | Auf dem Parteitag erhaltene Stimmen |
| Donald Trump | Donald Trump damalig amtierender Präsident | 2436                     | 55                                          | 2550                                |
| ausgeschiedene Kandidaturen:                                                                                               | |                          |                                             |                                     |
| | Rocky De La Fuente, Jr. Unternehmer | –                        | –                                           | –                                   |
| | Matthew John „Matt“ Matern Unternehmer | –                        | –                                           | –                                   |
| | Robert Moulton „Bob“ Ely Unternehmer, 2012 Teilnahme an Vorwahl der Demokraten                                                                                 | –                        | –                                           | –                                   |
| Bill Weld | William Floyd „Bill“ Weld ehemaliger Gouverneur von Massachusetts, 2016 Vizepräsidentschaftskandidat der Libertarian Kandidatur am 18. März 2020 zurückgezogen | 1                        | –                                           | –                                   |
| Robert Ardini | Robert Ardini Unternehmer, mehrfacher Kandidat für politische Ämter ausgeschieden am 3. März 2020                                                              | –                        | –                                           | –                                   |
| Joe Walsh | Joe Walsh Radiomoderator, ehemaliges Mitglied des Repräsentantenhauses Kandidatur am 7. Februar 2020 zurückgezogen                                             | –                        | –                                           | –                                   |
| Zoltan Istvan | Zoltan Istvan Transhumanismus-Aktivist, Autor | –                        | –                                           | –                                   |
| Delegierte gesamt: 2.550 (1.276 zum Sieg) Verpflichtete Delegierte: 2.443 Unverpflichtete Delegierte (RNC-Delegierte): 107 | |                          |                                             |                                     |

### Einzelergebnisse

#### Einzelergebnisse der Bundesstaaten
Kandidaten, die ihre Bewerbung zurückgezogen haben, sind bei nachfolgenden Vorwahlen gekennzeichnet.
Alle Prozentangaben sind gerundet. Es sind nur Kandidaten aufgeführt, die mindestens 0,1 % der Stimmen erhielten.
Die Zahl der Delegierten wird gemäß dem Stimmenanteil in den Primaries und Caucuses (Conventions) sowie nach komplizierten, staatsweise unterschiedlichen Vorwahlrichtlinien bestimmt.
| Datum                                                             | Bundesstaat                  | Delegierte | Ergebnis Demokraten Platzierung, Kandidat, Stimmenanteil, verpflichtete Delegierte | Ergebnis Republikaner Platzierung, Kandidat, Stimmenanteil, verpflichtete Delegierte |
| 3. Februar 2020                                                   | Iowa                         | Demokraten: 41 Delegierte 8 Superdelegierte Republikaner: 40 Delegierte 0 unverpflichtete Delegierte                                                                   | Caucus 1. Pete Buttigieg (26,2 %) 14 2. Bernie Sanders (26,2 %) 12 3. Elizabeth Warren (18,1 %) 8 4. Joe Biden (15,9 %) 6 5. Amy Klobuchar (12,3 %) 1 6. Andrew Yang (1,0 %) 0 7. Thomas Fahr Steyer (0,3 %) 0 8. Sonstige (kumuliert) (0,0 %) 0 | Caucus 1. Donald Trump (97,1 %) 39 2. Bill Weld (1,3 %) 1 3. Joe Walsh (1,1 %) 0 4. Sonstige (kumuliert) (0,5 %) 0 |
| 11. Februar 2020                                                  | New Hampshire                | Demokraten: 24 Delegierte 9 Superdelegierte Republikaner: 22 Delegierte 0 unverpflichtete Delegierte                                                                   | Primary 1. Bernie Sanders (25,6 %) 9 2. Pete Buttigieg (24,3 %) 9 3. Amy Klobuchar (19,7 %) 6 4. Elizabeth Warren (9,2 %) 0 5. Joe Biden (8,3 %) 0 6. Tom Steyer (3,6 %) 0 7. Tulsi Gabbard (3,3 %) 0 8. Andrew Yang (2,8 %) 0 9. Mike Bloomberg (Write-In) (1,6 %) 0 10. Deval Patrick (0,4 %) 0 11. Donald Trump (Write-In) (0,4 %) 0 12. Michael Farrand Bennet (0,3 %) 0 13. Sonstige inkl. weiterer Write-In (kumuliert) (0,5 %) 0 | Primary 1. Donald Trump (84,4 %) 22 2. Bill Weld (9,0 %) 0 3. Pete Buttigieg (Write-In) (0,7 %) 0 4. Amy Klobuchar (Write-In) (0,7 %) 0 5. Mary Maxwell (0,6 %) 0 6. Mike Bloomberg (Write-In) (0,5 %) 0 7. Bernie Sanders (Write-In) (0,5 %) 0 8. Mitt Romney (Write-In) (0,4 %) 0 (keine Bewerbung erklärt) 9. Eric Merrill (0,3 %) 0 10. William N. Murphy (0,3 %) 0 11. Tulsi Gabbard (Write-In) (0,2 %) 0 12. Joe Biden (Write-In) (0,2 %) 0 13. Matt Matern (0,2 %) 0 14. Stephen Bradley Comley, Sr. (0,1 %) 0 15. Tom Steyer (Write-In) (0,1 %) 0 16. Andrew Yang (Write-In) (0,1 %) 0 17. Elizabeth Warren (Write-In) (0,1 %) 0 18. Sonstige inkl. weiterer Write-In (kumuliert) (0,8 %) 0 Joe Walsh (0,5 %) 0 |
| 22. Februar 2020                                                  | Nevada                       | Demokraten: 36 Delegierte 12 Superdelegierte Republikaner: 25 Delegierte 0 unverpflichtete Delegierte                                                                  | Caucus 1. Bernie Sanders (46,8 %) 24 2. Joe Biden (20,2 %) 9 3. Pete Buttigieg (14,3 %) 3 4. Elizabeth Warren (9,7 %) 0 5. Tom Steyer (4,7 %) 0 6. Amy Klobuchar (4,2 %) 0 7. Sonstige inkl. Nicht verpflichtet (kumuliert) (0,1 %) 0 | Presidential Preference Poll (keine reguläre Vorwahl) 1. Donald Trump 25 |
| Demokraten: 29. Februar 2020 Republikaner: 2. Mai 2020            | South Carolina               | Demokraten: 54 Delegierte 9 Superdelegierte Republikaner: 50 Delegierte 0 unverpflichtete Delegierte                                                                   | Primary 1. Joe Biden (48,7 %) 39 2. Bernie Sanders (19,8 %) 15 3. Tom Steyer (11,3 %) 0 4. Pete Buttigieg (8,2 %) 0 5. Elizabeth Warren (7,1 %) 0 6. Amy Klobuchar (3,1 %) 0 7. Tulsi Gabbard (1,3 %) 0 8. Sonstige (kumuliert) (0,1 %) 0 Andrew Yang (0,2 %) 0 Michael Bennet (0,1 %) 0 Cory Booker (0,1 %) 0 | State Convention (keine reguläre Vorwahl) 1. Donald Trump (100 %) 50 |
| 3. März 2020                                                      | Alabama                      | Demokraten: 52 Delegierte 9 Superdelegierte Republikaner: 50 Delegierte 0 unverpflichtete Delegierte                                                                   | Primary 1. Joe Biden (63,3 %) 44 2. Bernie Sanders (16,5 %) 8 3. Mike Bloomberg (11,7 %) 0 4. Elizabeth Warren (5,7 %) 0 5. Nicht verpflichtet (0,8 %) 0 6. Tulsi Gabbard (0,2 %) 0 7. Sonstige (kumuliert) (0,2 %) 0 Michael Bennet (0,5 %) 0 Pete Buttigieg (0,3 %) 0 Tom Steyer (0,2 %) 0 Amy Klobuchar (0,2 %) 0 Andrew Yang (0,2 %) 0 Cory Booker (0,2 %) 0 | Primary 1. Donald Trump (96,1 %) 50 2. Nicht verpflichtet (2,5 %) 0 3. Billy Weld (1,4 %) 0 |
| Demokraten: 3. März 2020 Republikaner: 24. März 2020              | Amerikanisch-Samoa           | Die Einwohner haben bei den US-Präsidentenwahlen kein Stimmrecht. Demokraten: 6 Delegierte 5 Superdelegierte Republikaner: 0 Delegierte 9 unverpflichtete Delegierte   | Caucus 1. Mike Bloomberg (49,9 %) 4 2. Tulsi Gabbard (29,3 %) 2 3. Bernie Sanders (10,5 %) 0 4. Joe Biden (8,8 %) 0 5. Elizabeth Warren (1,4 %) 0 | Caucus Die Delegierten sind auf dem Parteitag nicht verpflichtet. |
| 3. März 2020                                                      | Arkansas                     | Demokraten: 31 Delegierte 5 Superdelegierte Republikaner: 40 Delegierte 0 unverpflichtete Delegierte                                                                   | Primary 1. Joe Biden (40,5 %) 17 2. Bernie Sanders (22,4 %) 9 3. Michael Bloomberg (16,7 %) 5 4. Elizabeth Warren (10,0 %) 0 5. Tulsi Gabbard (0,7 %) 0 6. Mosie Boyd (0,2 %) 0 Pete Buttigieg (3,4 %) Amy Klobuchar (3,1 %) Tom Steyer (0,9 %) Kamala Harris (0,3 %) 0 Andrew Yang (0,3 %) Michael Bennet (0,3 %) Cory Booker (0,3 %) Marianne Williamson (0,2 %) Steve Bullock (0,2 %) John K. Delaney (0,2 %) Joe Sestak Jr. (0,2 %) Julián Castro (0,1 %) | Primary 1. Donald Trump (97,1 %) 40 2. Bill Weld (2,1 %) 0 3. Rocky De La Fuente, Jr. (0,8 %) 0 |
| 3. März 2020                                                      | Kalifornien                  | Demokraten: 415 Delegierte 80 Superdelegierte Republikaner: 172 Delegierte 0 unverpflichtete Delegierte                                                                | Primary 1. Bernie Sanders (36,0 %) 225 2. Joe Biden (27,9 %) 172 3. Elizabeth Warren (13,2 %) 11 4. Michael Bloomberg (12,1 %) 7 5. Tulsi Gabbard (0,6 %) 0 6. Rocky De La Fuente III (0,1 %) 0 7. Sonstige inkl. Write-In (kumuliert) (0,3 %) 0 Pete Buttigieg (4,3 %) Amy Klobuchar (2,2 %) Tom Steyer (2,0 %) Andrew Yang (0,8 %) Julián Castro (0,2 %) Michael Bennet (0,1 %) Marianne Williamson (0,1 %) Cory Anthony Booker (0,1 %) | Primary 1. Donald Trump (92,2 %) 172 2. Bill Weld (2,7 %) 0 3. Rocky De La Fuente Jr. (1,0 %) 0 4. Matt Matern (0,6 %) 0 5. Robert Ardini (0,5 %) 0 6. Zoltan Gyurko Istvan (0,3 %) 0 7. Write-In (kumuliert) (0,0 %) 0 Joe Walsh (2,6 %) 0 |
| 3. März 2020                                                      | Colorado                     | Demokraten: 67 Delegierte 12 Superdelegierte Republikaner: 37 Delegierte 0 unverpflichtete Delegierte                                                                  | Primary Michael Bennet, Pete Buttigieg, John Delaney und Amy Klobuchar zogen sich offiziell als Kandidaten zurück. Nach dem Wahlgesetz von Colorado sind alle Stimmen, die für formell zurückgezogene Kandidaten abgegeben werden, ungültig. Stimmen für Kandidaten, die nur öffentlich die Aussetzung ihrer Kampagnen angekündigt haben, werden gezählt, da dies in Colorado keine rechtliche Wirkung hat. 1. Bernie Sanders (37,0 %) 29 2. Joe Biden (24,6 %) 21 3. Michael Bloomberg (18,5 %) 9 4. Elizabeth Warren (17,6 %) 8 5. Tulsi Gabbard (1,1 %) 0 6. Andrew Yang (0,4 %) 0 7. Tom Steyer (0,4 %) 0 8. Cory Booker (0,1 %) 0 9. Rocky De La Fuente III (0,1 %) 0 10. Marianne Williamson (0,1 %) 0 11. Sonstige (kumuliert) (0,1 %) 0 | Primary 1. Donald Trump (92,6 %) 37 2. Bill Weld (3,6 %) 0 3. Matthew John Matern (1,0 %) 0 4. Robert Ardini (0,5 %) 0 5. Zoltan Gyurko Istvan (0,5 %) 0 Joe Walsh (1,9 %) 0 |
| Republikaner: ab 3. Februar 2020 Demokraten: 3.–10. März 2020     | Ausland                      | Demokraten: 13 Delegierte 4 Superdelegierte | Primary 1. Bernie Sanders (57,9 %) 9 2. Joe Biden (22,7 %) 4 3. Elizabeth Warren (14,3 %) 0 4. Mike Bloomberg (2,2 %) 0 5. Tulsi Gabbard (0,4 %) 0 6. Nicht verpflichtet (0,1 %) 0 7. Sonstige (kumuliert) (0,1 %) 0 Pete Buttigieg (1,5 %) 0 Amy Klobuchar (0,6 %) 0 Andrew Yang (0,2 %) 0 | Beteiligung an den Vorwahlen der Heimat-Bundesstaaten |
| 3. März 2020                                                      | Maine                        | Demokraten: 24 Delegierte 8 Superdelegierte Republikaner: 22 Delegierte 0 unverpflichtete Delegierte                                                                   | Primary 1. Joe Biden (33,4 %) 11 2. Bernie Sanders (32,4 %) 9 3. Elizabeth Warren (15,6 %) 4 4. Michael Bloomberg (11,8 %) 0 5. Leere Stimmzettel (1,7 %) 0 6. Tulsi Gabbard (0,9 %) 0 7. Sonstige (kumuliert) (0,2 %) 0 Pete Buttigieg (2,1 %) 0 Amy Klobuchar (1,4 %) 0 Andrew Yang (0,3 %) 0 Tom Steyer (0,2 %) 0 Deval Patrick (0,1 %) 0 | Primary 1. Donald Trump (83,8 %) 22 2. Leere Stimmzettel (16,2 %) 0 |
| 3. März 2020                                                      | Massachusetts                | Demokraten: 91 Delegierte 23 Superdelegierte Republikaner: 41 Delegierte 0 unverpflichtete Delegierte                                                                  | Primary 1. Joe Biden (33,5 %) 37 2. Bernie Sanders (26,7 %) 30 3. Elizabeth Ann Warren (21,5 %) 24 4. Mike Bloomberg (11,8 %) 0 5. Tulsi Gabbard (0,7 %) 0 6. No Preference (0,4 %) 0 7. Sonstige (kumuliert) (0,4 %) 0 Pete Buttigieg (2,7 %) 0 Amy Jean Klobuchar (1,2 %) 0 Deval Patrick (0,5 %) 0 Tom Steyer (0,5 %) 0 Andrew Yang (0,2 %) 0 | Primary 1. Donald Trump (87,0 %) 41 2. Bill Weld (9,3 %) 0 3. No Preference (1,6 %) 0 4. Rocky De La Fuente, Jr. (0,2 %) 0 5. Sonstige (kumuliert) (0,8 %) 0 Joe Walsh (1,1 %) 0 |
| 3. März 2020                                                      | Minnesota                    | Demokraten: 75 Delegierte 16 Superdelegierte Republikaner: 39 Delegierte 0 unverpflichtete Delegierte                                                                  | Primary 1. Joe Biden (38,6 %) 38 2. Bernie Sanders (29,9 %) 27 3. Elizabeth Warren (15,4 %) 10 4. Michael Bloomberg (8,3 %) 0 5. Nicht verpflichtet (0,4 %) 0 6. Tulsi Gabbard (0,3 %) 0 7. Sonstige (kumuliert) (0,2 %) 0 Amy Klobuchar (5,6 %) 0 Pete Buttigieg (1,0 %) 0 Andrew Yang (0,2 %) 0 | Primary 1. Donald Trump (97,7 %) 39 2. Write-in (kumuliert) (2,3 %) 0 |
| 3. März 2020                                                      | North Carolina               | Demokraten: 110 Delegierte 12 Superdelegierte Republikaner: 71 Delegierte 0 unverpflichtete Delegierte                                                                 | Primary 1. Joe Biden (42,7 %) 67 2. Bernie Sanders (24,2 %) 37 3. Michael Bloomberg (12,7 %) 4 4. Elizabeth Warren (10,5 %) 2 5. No Preference (1,6 %) 0 6. Tulsi Gabbard (0,5 %) 0 7. Sonstige (kumuliert) (0,2 %) 0 Pete Buttigieg (3,3 %) 0 Amy Klobuchar (2,3 %) 0 Tom Steyer (0,8 %) 0 Andrew Yang (0,2 %) 0 Cory Booker (0,2 %) 0 Michael Bennet (0,1 %) 0 Deval Patrick (0,1 %) 0 | Primary 1. Donald Trump (93,5 %) 71 2. No Preference (2,5 %) 0 3. Bill Weld (1,9 %) 0 Joe Walsh (2,0 %) 0 |
| 3. März 2020                                                      | Oklahoma                     | Demokraten: 37 Delegierte 6 Superdelegierte Republikaner: 43 Delegierte 0 unverpflichtete Delegierte                                                                   | Primary 1. Joe Biden (38,7 %) 21 2. Bernie Sanders (25,4 %) 13 3. Michael Bloomberg (13,9 %) 2 4. Elizabeth Warren (13,4 %) 1 5. Tulsi Gabbard (1,7 %) 0 Amy Klobuchar (2,2 %) 0 Pete Buttigieg (1,7 %) 0 Tom Steyer (0,7 %) 0 Andrew Yang (0,7 %) 0 Cory Booker (0,5 %) 0 Michael Bennet (0,4 %) 0 Marianne Williamson (0,2 %) 0 Deval Patrick (0,2 %) 0 Julián Castro (0,2 %) 0 | Primary 1. Donald Trump (92,6 %) 43 2. Matt Matern (1,3 %) 0 3. Bob Moulton-Ely (1,1 %) 0 4. Rocky De La Fuente Jr. (0,8 %) 0 5. Zoltan Istvan (0,4 %) 0 Joe Walsh (3,7 %) 0 |
| 3. März 2020                                                      | Tennessee                    | Demokraten: 64 Delegierte 9 Superdelegierte Republikaner: 58 Delegierte 0 unverpflichtete Delegierte                                                                   | Primary 1. Joe Biden (41,7 %) 36 2. Bernie Sanders (25,0 %) 22 3. Michael Bloomberg (15,5 %) 5 4. Elizabeth Warren (10,4 %) 1 5. Tulsi Gabbard (0,4 %) 0 6. Nicht verpflichtet (0,2 %) 0 7. Sonstige (kumuliert) (0,3 %) 0 Pete Buttigieg (3,3 %) 0 Amy Klobuchar (2,1 %) 0 Tom Steyer (0,4 %) 0 Michael Bennet (0,3 %) 0 Andrew Yang (0,2 %) 0 Cory Booker (0,2 %) 0 | Primary 1. Donald Trump (96,5 %) 58 2. Nicht verpflichtet (1,5 %) 0 3. Bill Weld (1,0 %) 0 Joe Walsh (1,0 %) 0 |
| 3. März 2020                                                      | Texas                        | Demokraten: 228 Delegierte 32 Superdelegierte Republikaner: 155 Delegierte 0 unverpflichtete Delegierte                                                                | Primary 1. Joe Biden (34,6 %) 111 2. Bernie Sanders (29,9 %) 102 3. Michael Bloomberg (14,4 %) 10 4. Elizabeth Warren (11,4 %) 5 5. Tulsi Gabbard (0,4 %) 0 6. Rocky De La Fuente, III (0,3 %) 0 7. Sonstige (kumuliert) (0,1 %) 0 Pete Buttigieg (3,9 %) 0 Amy Klobuchar (2,1 %) 0 Julián Castro (0,8 %) 0 Tom Steyer (0,7 %) 0 Michael Bennet (0,5 %) 0 Andrew Yang (0,3 %) 0 Cory Booker (0,2 %) 0 Marianne Williamson (0,2 %) 0 John Kevin Delaney (0,2 %) 0 | Primary 1. Donald Trump (94,1 %) 155 2. Nicht verpflichtet (3,6 %) 0 3. William Floyd “Bill” Weld (0,8 %) 0 4. Rocky De La Fuente, Jr. (0,4 %) 0 5. Bob Moulton-Ely (0,2 %) 0 6. Matt Matern (0,2 %) 0 7. Sonstige (nur Zoltan Istvan) (0,1 %) 0 Joe Walsh (0,7 %) 0 |
| 3. März 2020                                                      | Utah                         | Demokraten: 29 Delegierte 6 Superdelegierte Republikaner: 40 Delegierte 0 unverpflichtete Delegierte                                                                   | Primary 1. Bernie Sanders (36,1 %) 16 2. Joe Biden (18,4 %) 7 3. Elizabeth Warren (16,2 %) 3 4. Mike Bloomberg (15,4 %) 3 5. Tulsi Gabbard (0,8 %) 0 6. Sonstige (kumuliert) (0,3 %) 0 Pete Buttigieg (8,5 %) 0 Amy Klobuchar (3,4 %) 0 Andrew Yang (0,4 %) 0 Tom Steyer (0,4 %) 0 | Primary 1. Donald Trump (87,8 %) 40 2. Bill Weld (6,9 %) 0 3. Matt Matern (1,7 %) 0 4. Robert Ardini (1,2 %) 0 5. Bob Moulton-Ely (0,4 %) 0 Joe Walsh (2,2 %) 0 |
| 3. März 2020                                                      | Vermont                      | Demokraten: 16 Delegierte 8 Superdelegierte Republikaner: 17 Delegierte 0 unverpflichtete Delegierte                                                                   | Primary 1. Bernie Sanders (50,7 %) 11 2. Joe Biden (22,0 %) 5 3. Elizabeth Warren (12,6 %) 0 4. Michael Bloomberg (9,4 %) 0 5. Tulsi Gabbard (0,8 %) 0 6. Sonstige (kumuliert) (0,2 %) 0 Pete Buttigieg (2,3 %) 0 Amy Klobuchar (1,4 %) 0 Andrew Yang (0,4 %) 0 Tom Steyer (0,1 %) 0 Deval Patrick (0,1 %) 0 | Primary 1. Donald Trump (88,7 %) 17 2. Bill Weld (10,3 %) 0 3. Rocky De La Fuente, Jr. (0,9 %) 0 |
| Demokraten: 3. März 2020 Republikaner: 1. – 2. Mai 2020           | Virginia                     | Demokraten: 99 Delegierte 25 Superdelegierte Republikaner: 48 Delegierte 0 unverpflichtete Delegierte                                                                  | Primary 1. Joe Biden (53,3 %) 67 2. Bernie Sanders (23,1 %) 31 3. Elizabeth Warren (10,8 %) 1 4. Michael Bloomberg (9,7 %) 0 5. Tulsi Gabbard (0,9 %) 0 6. Sonstige (kumuliert) (0,1 %) 0 Pete Buttigieg (0,8 %) 0 Amy Klobuchar (0,6 %) 0 Andrew Yang (0,3 %) 0 Cory Booker (0,1 %) 0 Tom Steyer (0,1 %) 0 Michael Bennet (0,1 %) 0 | State Convention Keine reguläre Vorwahl 1. Donald Trump 48 |
| 10. März 2020                                                     | Idaho                        | Demokraten: 20 Delegierte 5 Superdelegierte Republikaner: 32 Delegierte 0 unverpflichtete Delegierte                                                                   | Primary 1. Joe Biden (48,9 %) 11 2. Bernard “Bernie” Sanders (42,4 %) 9 3. Tulsi Gabbard (0,8 %) 0 4. Sonstige (kumuliert) (0,4 %) 0 Elizabeth Warren (2,6 %) 0 Mike Bloomberg (2,4 %) 0 Pete Buttigieg (1,3 %) 0 Amy Klobuchar (0,7 %) 0 Andrew Yang (0,3 %) 0 Tom Steyer (0,1 %) 0 | Primary 1. Donald Trump (94,5 %) 32 2. Bill Weld (2,1 %) 0 3. Matt Matern (0,5 %) 0 4. Rocky De La Fuente, Jr. (0,5 %) 0 5. Bob Moulton-Ely (0,4 %) 0 Joe Walsh (2,0 %) 0 |
| 10. März 2020                                                     | Michigan                     | Demokraten: 125 Delegierte 22 Superdelegierte Republikaner: 73 Delegierte 0 unverpflichtete Delegierte                                                                 | Primary 1. Joe Biden (52,9 %) 73 2. Bernie Sanders (36,3 %) 52 3. Nicht verpflichtet (1,2 %) 0 4. Tulsi Gabbard (0,6 %) 0 5. Sonstige (kumuliert) (0,3 %) 0 Mike Bloomberg (4,6 %) 0 Elizabeth Warren (1,6 %) 0 Pete Buttigieg (1,4 %) 0 Amy Klobuchar (0,7 %) 0 Andrew Yang (0,1 %) 0 Tom Steyer (0,1 %) 0 | Primary 1. Donald Trump (93,7 %) 73 2. Nicht verpflichtet (4,2 %) 0 3. Bill Weld (0,9 %) 0 Mark Sanford (0,6 %) 0 Joe Walsh (0,6 %) 0 |
| 10. März 2020                                                     | Mississippi                  | Demokraten: 36 Delegierte 5 Superdelegierte Republikaner: 40 Delegierte 0 unverpflichtete Delegierte                                                                   | Primary 1. Joe Biden (81,2 %) 34 2. Bernie Sanders (14,8 %) 2 3. Tulsi Gabbard (0,4 %) 0 4. Sonstige (nur Deval Patrick) (0,1 %) 0 Mike Bloomberg (2,5 %) 0 Elizabeth Warren (0,5 %) 0 Pete Buttigieg (0,2 %) 0 Andrew Yang (0,2 %) 0 Amy Klobuchar (0,2 %) 0 Tom Steyer (0,1 %) 0 | Primary 1. Donald Trump (98,6 %) 40 2. Bill Weld (0,9 %) 0 3. Rocky De La Fuente, Jr. (0,4 %) 0 |
| 10. März 2020                                                     | Missouri                     | Demokraten: 68 Delegierte 12 Superdelegierte Republikaner: 54 Delegierte 0 unverpflichtete Delegierte                                                                  | Primary 1. Joe Biden (60,1 %) 44 2. Bernie Sanders (34,6 %) 24 3. Tulsi Gabbard (0,7 %) 0 4. Nicht verpflichtet (0,4 %) 0 5. Sonstige (kumuliert) (0,5 %) 0 Mike Bloomberg (1,5 %) 0 Elizabeth Warren (1,2 %) 0 Pete Buttigieg (0,5 %) 0 Amy Klobuchar (0,4 %) 0 Andrew Yang (0,1 %) 0 | Primary 1. Donald Trump (96,8 %) 54 2. Nicht verpflichtet (1,4 %) 0 3. Bill Weld (0,7 %) 0 4. Bob Moulton-Ely (0,3 %) 0 5. Matt Matern (0,2 %) 0 Joe Walsh (0,6 %) 0 |
| Demokraten: 10. März 2020 Republikaner: 27. März 2020             | North Dakota                 | Demokraten: 14 Delegierte 4 Superdelegierte Republikaner: 0 Delegierte 29 unverpflichtete Delegierte                                                                   | Firehouse Caucuses (party run primary) 1. Bernie Sanders (53,3 %) 8 2. Joe Biden (39,8 %) 6 3. Tulsi Gabbard (0,6 %) 0 4. Sonstige (kumuliert) (0,1 %) 0 Elizabeth Warren (2,5 %) 0 Amy Klobuchar (1,5 %) 0 Pete Buttigieg (1,1 %) 0 Mike Bloomberg (0,8 %) 0 Andrew Yang (0,1 %) 0 | State Convention 1. Die Delegierten sind auf dem Parteitag nicht verpflichtet. |
| 10. März 2020                                                     | Washington                   | Demokraten: 89 Delegierte 20 Superdelegierte Republikaner: 43 Delegierte 0 unverpflichtete Delegierte                                                                  | Primary 1. Joe Biden (37,9 %) 46 2. Bernie Sanders (36,6 %) 43 3. Tulsi Gabbard (0,8 %) 0 4. Nicht verpflichtet (0,4 %) 0 5. Sonstige inkl. Write-In (kumuliert) (0,2 %) 0 Elizabeth Warren (9,2 %) 0 Mike Bloomberg (7,9 %) 0 Pete Buttigieg (4,1 %) 0 Amy Klobuchar (2,1 %) 0 Andrew Yang (0,4 %) 0 Tom Steyer (0,2 %) 0 Michael Bennet (0,1 %) 0 | Primary 1. Donald Trump (98,4 %) 43 2. Write-in (kumuliert) (1,6 %) 0 |
| Demokraten: 14. März 2020 Republikaner: 15. März 2020             | Nördliche Marianen           | Die Einwohner haben bei den US-Präsidentenwahlen kein Stimmrecht. Demokraten: 6 Delegierte 5 Superdelegierte Republikaner: 9 Delegierte 0 unverpflichtete Delegierte   | Caucus/Convention 1. Bernie Sanders (62,7 %) 4 2. Joe Biden (35,8 %) 2 3. Nicht verpflichtet (1,5 %) 0 | Caucus/Convention 1. Donald Trump (100,0 %) 9 2. Sonstige (nur Bill Weld) (0,0 %) 0 |
| Demokraten: 17. März 2020 Republikaner: 9. Mai 2020               | Arizona                      | Demokraten: 67 Delegierte 13 Superdelegierte Republikaner: 57 Delegierte 0 unverpflichtete Delegierte                                                                  | Primary Die Prozentangaben für Kandidaten mit offiziell aufgegebener Kandidatur sind nicht aktuell. 1. Joe Biden (43,7 %) 39 2. Bernie Sanders (32,7 %) 28 3. Tulsi Gabbard (0,5 %) 0 4. Rocky De La Fuente III (0,1 %) 0 5. Sonstige (kumuliert) (0,3 %) 0 Mike Bloomberg (10,1 %) Elizabeth Warren (5,8 %) Pete Buttigieg (4,1 %) Amy Klobuchar (1,8 %) Andrew Yang (0,3 %) Tom Steyer (0,2 %) Julián Castro (0,1 %) 0 Marianne Williamson (0,1 %) | Convention / Caucus (keine reguläre Vorwahl) 1. Donald Trump 57 |
| 17. März 2020                                                     | Florida                      | Demokraten: 219 Delegierte 31 Superdelegierte Republikaner: 122 Delegierte 0 unverpflichtete Delegierte                                                                | Primary 1. Joe Biden (61,9 %) 162 2. Bernie Sanders (22,8 %) 57 3. Tulsi Gabbard (0,5 %) 0 4. Sonstige (kumuliert) (0,3 %) Mike Bloomberg (8,4 %) Pete Buttigieg (2,3 %) Elizabeth Warren (1,9 %) Amy Klobuchar (1,0 %) Andrew Yang (0,3 %) Michael Bennet (0,2 %) Tom Steyer (0,1 %) Marianne Williamson (0,1 %) | Primary 1. Donald Trump (93,8 %) 122 2. Bill Weld (3,2 %) 0 3. Rocky De La Fuente Jr. (1,0 %) 0 Joe Walsh (2,1 %) |
| 17. März 2020                                                     | Illinois                     | Demokraten: 155 Delegierte 27 Superdelegierte Republikaner: 67 Delegierte 0 unverpflichtete Delegierte                                                                 | Primary 1. Joe Biden (59,0 %) 95 2. Bernie Sanders (36,1 %) 60 3. Tulsi Gabbard (0,6 %) 0 4. Sonstige (kumuliert) (0,2 %) Mike Bloomberg (1,5 %) Elizabeth Warren (1,4 %) Pete Buttigieg (0,6 %) Andrew Yang (0,2 %) Cory Booker (0,2 %) Tom Steyer (0,1 %) | Primary 1. Donald Trump (96,1 %) 67 2. Rocky De La Fuente, Jr. (3,9 %) 0 |
| 7. April 2020                                                     | Wisconsin                    | Demokraten: 84 Delegierte 13 Superdelegierte Republikaner: 52 Delegierte 0 unverpflichtete Delegierte                                                                  | Primary 1. Joe Biden (62,9 %) 57 2. Bernie Sanders (31,8 %) 27 3. Uninstructed (0,4 %) 0 4. Sonstige (kumuliert) (0,2 %) 0 Elizabeth Warren (1,5 %) 0 Michael Bloomberg (1,0 %) 0 Amy Klobuchar (0,7 %) 0 Tulsi Gabbard (0,6 %) 0 Pete Buttigieg (0,5 %) 0 Andrew Yang (0,4 %) 0 | Primary 1. Donald Trump (98,2 %) 52 2. Uninstructed (1,8 %) 0 |
| Demokraten: 11. April 2020 Republikaner: 2. April – 4. April 2020 | Alaska                       | Demokraten: 15 Delegierte 4 Superdelegierte Republikaner: 29 Delegierte 0 unverpflichtete Delegierte                                                                   | Party-Run Primary 1. Joe Biden (55,3 %) 8 2. Bernie Sanders (44,7 %) 7 | State Convention Keine reguläre Vorwahl 1. Donald Trump 29 |
| Demokraten: 17. April 2020 Republikaner: 7. – 9. Mai 2020         | Wyoming                      | Demokraten: 14 Delegierte 4 Superdelegierte Republikaner: 26 Delegierte 3 unverpflichtete Delegierte                                                                   | Caucus 1. Joe Biden (72,2 %) 10 2. Bernie Sanders (27,8 %) 4 | State Convention Keine reguläre Vorwahl 1. Donald Trump 26 |
| 28. April 2020                                                    | Ohio                         | Demokraten: 136 Delegierte 17 Superdelegierte Republikaner: 82 Delegierte 0 unverpflichtete Delegierte                                                                 | Primary 1. Joe Biden (72,4 %) 115 2. Sonstige (kumuliert) (0,1 %) 0 Bernie Sanders (16,6 %) 21 Elizabeth Warren (3,4 %) 0 Mike Bloomberg (3,3 %) 0 Pete Buttigieg (1,7 %) 0 Amy Klobuchar (1,4 %) 0 Tulsi Gabbard (0,5 %) 0 Tom Steyer (0,3 %) 0 Michael Bennet (0,2 %) 0 | Primary 1. Donald Trump (100,0 %) 82 |
| Demokraten: 2. Mai 2020 Republikaner: 6. September 2019           | Kansas                       | Demokraten: 39 Delegierte 6 Superdelegierte Republikaner: 39 Delegierte 0 unverpflichtete Delegierte                                                                   | Party-Run Primary 1. Joe Biden (76,9 %) 29 Bernie Sanders (23,1 %) 10 | Party-Run Primary 1. Donald Trump (100 %) 39 die endgültige Bestätigung folgte am 31. Januar/1. Februar 2020 (State Convention) |
| 12. Mai 2020                                                      | Nebraska                     | Demokraten: 29 Delegierte 4 Superdelegierte Republikaner: 36 Delegierte 0 unverpflichtete Delegierte                                                                   | Primary 1. Joe Biden (76,8 %) 29 Bernie Sanders (14,1 %) 0 Elizabeth Warren (6,3 %) 0 Tulsi Gabbard (2,7 %) 0 | Primary 1. Donald Trump (91,4 %) 36 Bill Weld (8,6 %) 0 |
| 19. Mai 2020                                                      | Oregon                       | Demokraten: 61 Delegierte 12 Superdelegierte Republikaner: 28 Delegierte 0 unverpflichtete Delegierte                                                                  | Primary 1. Joe Biden (66,5 %) 46 2. Write-in (kumuliert) (2,0 %) 0 Bernie Sanders (20,2 %) 15 Elizabeth Warren (9,6 %) 0 Tulsi Gabbard (1,7 %) 0 | Primary 1. Donald Trump (93,7 %) 28 2. Write-in (kumuliert) (6,3 %) 0 |
| Demokraten: 23. Mai 2020 Republikaner: 11. Dezember 2019          | Hawaii                       | Demokraten: 24 Delegierte 9 Superdelegierte Republikaner: 19 Delegierte 0 unverpflichtete Delegierte                                                                   | Party-run Presidential Preference Poll (firehouse primary) 1. Joe Biden (63,2 %) 16 Bernie Sanders (36,8 %) 8 | Party announcement 1. Donald Trump 19 die endgültige Zuteilung der Delegierten erfolgt am 13. März 2020 (Hawaii Republican delegate apportionment) |
| 2. Juni 2020                                                      | Indiana                      | Demokraten: 82 Delegierte 7 Superdelegierte Republikaner: 58 Delegierte 0 unverpflichtete Delegierte                                                                   | Primary 1. Joe Biden (76,6 %) 81 Bernie Sanders (13,4 %) 1 Pete Buttigieg (3,6 %) 1 Elizabeth Warren (2,8 %) 0 Mike Bloomberg (1,0 %) 0 Andrew Yang (0,9 %) 0 Amy Klobuchar (0,8 %) 0 Tulsi Gabbard (0,5 %) 0 Tom Steyer (0,3 %) 0 | Primary 1. Donald Trump (91,9 %) 58 Bill Weld (8,1 %) 0 |
| 2. Juni 2020                                                      | Maryland                     | Demokraten: 96 Delegierte 23 Superdelegierte Republikaner: 38 Delegierte 0 unverpflichtete Delegierte                                                                  | Primary 1. Joe Biden (84,2 %) 96 2. Nicht verpflichtet (2,5 %) 0 3. Sonstige (kumuliert) (0,3 %) 0 Bernie Sanders (7,2 %) 0 Elizabeth Warren (2,4 %) 0 Pete Buttigieg (0,7 %) 0 Mike Bloomberg (0,7 %) 0 Andrew Yang (0,6 %) 0 Amy Klobuchar (0,6 %) 0 Tulsi Gabbard (0,4 %) 0 Cory Booker (0,2 %) 0 Michael Bennet (0,2 %) 0 | Primary 1. Donald Trump (87,5 %) 38 Bill Weld (12,5 %) 0 |
| 2. Juni 2020                                                      | Montana                      | Demokraten: 19 Delegierte 6 Superdelegierte Republikaner: 27 Delegierte 0 unverpflichtete Delegierte                                                                   | Primary 1. Joe Biden (74,5 %) 18 2. No Preference (2,8 %) 0 Bernie Sanders (14,7 %) 1 Elizabeth Warren (8,0 %) 0 | Primary 1. Donald Trump (93,8 %) 27 2. No Preference (6,2 %) 0 |
| 2. Juni 2020                                                      | New Mexico                   | Demokraten: 34 Delegierte 12 Superdelegierte Republikaner: 22 Delegierte 0 unverpflichtete Delegierte                                                                  | Primary 1. Joe Biden (73,3 %) 30 2. Nicht verpflichtet (2,6 %) 0 Bernie Sanders (15,1 %) 4 Elizabeth Warren (5,9 %) 0 Andrew Yang (1,6 %) 0 Tulsi Gabbard (1,1 %) 0 Deval Patrick (0,4 %) 0 | Primary 1. Donald Trump (91,3 %) 22 2. Nicht verpflichtet (8,7 %) 0 |
| 2. Juni 2020                                                      | Pennsylvania                 | Demokraten: 186 Delegierte 24 Superdelegierte Republikaner: 34 Delegierte 54 unverpflichtete Delegierte                                                                | Primary 1. Joe Biden (78,8 %) 151 Bernie Sanders (18,0 %) 35 Tulsi Gabbard (3,2 %) 0 | Primary 1. Donald Trump (93,2 %) 34 2. Rocky De La Fuente Jr. (1,6 %) 0 Bill Weld (5,2 %) 0 |
| 2. Juni 2020                                                      | Rhode Island                 | Demokraten: 26 Delegierte 9 Superdelegierte Republikaner: 19 Delegierte 0 unverpflichtete Delegierte                                                                   | Primary 1. Joe Biden (76,7 %) 24 2. Nicht verpflichtet (1,8 %) 0 3. Write-In (kumuliert) (0,9 %) 0 Bernie Sanders (14,9 %) 2 Elizabeth Warren (4,3 %) 0 Andrew Yang (0,8 %) 0 Tulsi Gabbard (0,6 %) 0 | Primary 1. Donald Trump (87,2 %) 19 2. Nicht verpflichtet (4,8 %) 0 3. Write-In (kumuliert) (1,7 %) 0 4. Rocky De La Fuente, Jr. (0,8 %) 0 Bill Weld (5,5 %) 0 |
| Demokraten: 2. Juni 2020 Republikaner: 18.–20. Juni 2020          | South Dakota                 | Demokraten: 16 Delegierte 5 Superdelegierte Republikaner: 29 Delegierte 0 unverpflichtete Delegierte                                                                   | Primary 1. Joe Biden (77,5 %) 13 Bernie Sanders (22,5 %) 3 | State Convention Keine reguläre Vorwahl, da nur ein Kandidat 1. Donald Trump 29 |
| 2. Juni 2020                                                      | Washington, D.C.             | Demokraten: 20 Delegierte 24 Superdelegierte Republikaner: 19 Delegierte 0 unverpflichtete Delegierte                                                                  | Primary 1. Joe Biden (76,0 %) 20 2. Write-in (kumuliert) (0,7 %) 0 Elizabeth Warren (12,9 %) 0 Bernie Sanders (10,0 %) 0 Tulsi Gabbard (0,4 %) 0 | Primary 1. Donald Trump (100,0 %) 19 |
| Demokraten: 6. Juni 2020 Republikaner: 4. April – 30. Mai 2020    | Amerikanische Jungferninseln | Die Einwohner haben bei den US-Präsidentenwahlen kein Stimmrecht. Demokraten: 7 Delegierte 6 Superdelegierte Republikaner: 6 Delegierte 3 unverpflichtete Delegierte   | Caucus 1. Joe Biden (91,3 %) 7 2. Nicht verpflichtet (3,6 %) 0 Bernie Sanders (5,1 %) 0 | Caucus Ein offizielles Ergebnis liegt nicht vor. Donald Trump soll 90 % der Stimmen bekommen haben. 1. eins (xy,z %) 2. zwei (xy,z %) eins (xy,z %) zwei (xy,z %) |
| Demokraten: 6. Juni 2020 Republikaner: 14. März 2020              | Guam                         | Die Einwohner haben bei den US-Präsidentenwahlen kein Stimmrecht. Demokraten: 7 Delegierte 6 Superdelegierte Republikaner: 0 Delegierte 9 unverpflichtete Delegierte   | Caucus 1. Joe Biden (69,6 %) 5 Bernie Sanders (30,4 %) 2 | Caucus/Convention 1. Die Delegierten sind auf dem Parteitag nicht verpflichtet. Auf der Convention wurde einstimmig beschlossen, geschlossen Donald Trump zu unterstützen. |
| 9. Juni 2020                                                      | Georgia                      | Demokraten: 105 Delegierte 14 Superdelegierte Republikaner: 76 Delegierte 0 unverpflichtete Delegierte                                                                 | Primary 1. Joe Biden (84,7 %) 105 2. Sonstige (nur Deval Patrick) (0,1 %) 0 Bernie Sanders (9,4 %) 0 Elizabeth Warren (2,0 %) 0 Andrew Yang (0,8 %) 0 Mike Bloomberg (0,7 %) 0 Pete Buttigieg (0,6 %) 0 Michael Bennet (0,5 %) 0 Amy Klobuchar (0,4 %) 0 Tulsi Gabbard (0,4 %) 0 Tom Steyer (0,2 %) 0 John Delaney (0,1 %) 0 | Primary 1. Donald Trump (100,0 %) 76 |
| 9. Juni 2020                                                      | West Virginia                | Demokraten: 28 Delegierte 6 Superdelegierte Republikaner: 35 Delegierte 0 unverpflichtete Delegierte                                                                   | Primary 1. Joe Biden (65,4 %) 28 2. David Lee Rice (8,3 %) 0 Bernie Sanders (12,2 %) 0 Elizabeth Warren (3,1 %) 0 Tulsi Gabbard (2,2 %) 0 Mike Bloomberg (2,0 %) 0 Pete Buttigieg (1,8 %) 0 Amy Klobuchar (1,6 %) 0 Andrew Yang (1,4 %) 0 Michael Bennet (1,0 %) 0 Tom Steyer (0,7 %) 0 Deval Patrick (0,5%) 0 | Primary 1. Donald Trump (94,4 %) 35 2. Rocky De La Fuente, Jr. (0,7 %) 0 3. Bob Ely (0,7 %) 0 4. Matt Matern (0,6 %) 0 Joe Walsh (1,8 %) 0 Bill Weld (1,8 %) 0 |
| 23. Juni 2020                                                     | Kentucky                     | Demokraten: 54 Delegierte 6 Superdelegierte Republikaner: 46 Delegierte 0 unverpflichtete Delegierte                                                                   | Primary 1. Joe Biden (67,9 %) 52 2. Nicht verpflichtet (10,9 %) 2 Bernie Sanders (12,1 %) 0 Elizabeth Warren (2,8 %) 0 Pete Buttigieg (1,7 %) 0 Andrew Yang (1,4 %) 0 Tulsi Gabbard (1,1 %) 0 Amy Klobuchar (1,0 %) 0 Tom Steyer (0,5 %) 0 Michael Bennet (0,5 %) 0 Deval Patrick (0,2%) 0 | Primary 1. Donald Trump (86,6 %) 46 2. Nicht verpflichtet (13,4 %) 0 |
| Demokraten: 23. Juni 2020 Republikaner: 3. März 2020              | New York                     | Demokraten: 274 Delegierte 50 Superdelegierte Republikaner: 94 Delegierte 0 unverpflichtete Delegierte                                                                 | Primary 1. Joe Biden (70,2 %) 231 Bernie Sanders (17,7 %) 43 Elizabeth Warren (5,1 %) 0 Mike Bloomberg (2,4%) 0 Pete Buttigieg (1,4 %) 0 Andrew Yang (1,4 %) 0 Amy Klobuchar (0,7 %) 0 Tulsi Gabbard (0,6 %) 0 Deval Patrick (0,2%) 0 Michael Bennet (0,2 %) 0 Tom Steyer (0,1 %) 0 7,7 % der abgegebenen Stimmen waren leere Stimmzettel („Blank“), welche für die Demokratische Partei separat erfasst werden und von dieser als Proteststimmen respektiert werden. | Board of Election Keine reguläre Vorwahl, da nur ein Kandidat 1. Donald Trump 94 |
| 7. Juli 2020                                                      | Delaware                     | Demokraten: 21 Delegierte 11 Superdelegierte Republikaner: 16 Delegierte 0 unverpflichtete Delegierte                                                                  | Primary 1. Joe Biden (89,4 %) 21 Bernie Sanders (7,5 %) 0 Elizabeth Warren (3,1 %) 0 | Primary 1. Donald Trump (88,0 %) 16 2. Rocky De La Fuente, Jr. (12,0 %) 0 |
| 7. Juli 2020                                                      | New Jersey                   | Demokraten: 126 Delegierte 20 Superdelegierte Republikaner: 49 Delegierte 0 unverpflichtete Delegierte                                                                 | Primary 1. Joe Biden (84,4 %) 121 2. Nicht verpflichtet (0,4 %) 0 Bernie Sanders (14,6 %) 5 | Primary 1. Donald Trump (100 %) 49 |
| 11. Juli 2020                                                     | Louisiana                    | Demokraten: 54 Delegierte 6 Superdelegierte Republikaner: 46 Delegierte 0 unverpflichtete Delegierte                                                                   | Primary 1. Joe Biden (79,5 %) 54 2. Steve Burke (0,6 %) 0 3. Robby Wells (0,5 %) 0 Bernie Sanders (7,4 %) 0 Elizabeth Warren (2,4 %) 0 Michael Bennet (2,3 %) 0 Andrew Yang (1,7 %) 0 Mike Bloomberg (1,6 %) 0 Pete Buttigieg (0,9 %) 0 Amy Klobuchar (0,9 %) 0 Tulsi Gabbard (0,7 %) 0 John K. Delaney (0,7 %) 0 Tom Steyer (0,3 %) 0 Deval Patrick (0,3 %) 0 | Primary 1. Donald Trump (95,9 %) 46 2. Rocky De La Fuente Jr. (1,1 %) 0 3. Matt Matern (0,8 %) 0 4. Bob Ely (0,5 %) 0 Bill Weld (1,6 %) 0 |
| Demokraten: 12. Juli 2020 Republikaner: 7. Juni 2020              | Puerto Rico                  | Die Einwohner haben bei den US-Präsidentenwahlen kein Stimmrecht. Demokraten: 51 Delegierte 7 Superdelegierte Republikaner: 23 Delegierte 0 unverpflichtete Delegierte | Primary 1. Joe Biden (62,4 %) 44 Bernie Sanders (14,8 %) 5 Mike Bloomberg (14,2 %) 2 Tulsi Gabbard (3,1 %) 0 Pete Buttigieg (2,5 %) 0 Elizabeth Warren (1,6 %) 0 Tom Steyer (1,0 %) 0 Amy Klobuchar (0,5 %) 0 | Caucus Keine reguläre Vorwahl 1. Donald Trump 23 |
| 11. August 2020                                                   | Connecticut                  | Demokraten: 60 Delegierte 15 Superdelegierte Republikaner: 28 Delegierte 0 unverpflichtete Delegierte                                                                  | Primary 1. Joe Biden (84,9 %) 60 2. Nicht verpflichtet (2,3 %) 0 Bernie Sanders (11,5 %) 0 Tulsi Gabbard (1,3 %) 0 | Primary 1. Donald Trump (78,4 %) 28 2. Nicht verpflichtet (14,2 %) 0 3. Rocky De La Fuente Jr. (7,4 %) 0 |

#### Sieger in den einzelnen Countys
| Demokraten | Republikaner                                                                                            |
| --- | --- |
| | alle Countys gingen bislang an Donald Trump – in Massachusetts gingen einzelne Towns an Gegenkandidaten |
| Joe Biden Bernie Sanders Elizabeth Warren Michael Bloomberg Pete Buttigieg Amy Klobuchar Tom Steyer Tulsi Gabbard Winner not yet declared | Donald Trump Bill Weld Rocky De La Fuente                                                               |

## Green Party und Libertarian Party

### Kandidaten (Green/Libertarian)
Die Wahl des Präsidentschaftskandidaten nach Abschluss der Vorwahlen der Libertarian Party erfolgt rundenweise, wobei der jeweils schwächste Kandidat nicht zur nächsten Runde zugelassen wird.
| Green Party                                 | |            |
| Howie Hawkins Dario Hunter keine Preference | |            |
| Kandidat                                    | Kandidat | Delegierte |
| Howie Hawkins                               | Howie Hawkins Öko-Aktivist, Präsidentschaftskandidat der Sozialisten                                                                                                  | 49         |
| Dario Hunter                                | Dario Hunter Mitglied im Bildungsausschuss von Youngstown | 22         |
| Dennis Lambert                              | Dennis Lambert Dokumentarfilmer Keine Anerkennung der Kandidatur durch die Green party of the United States.                                                          | 10         |
| Kent Mesplay                                | Kent Mesplay Inspector at the Air Pollution (Luftreinhaltungsinspektor) San Diego County Keine Anerkennung der Kandidatur durch die Green party of the United States. | –          |
|                                             | Sedinam Kinamo Christin Moyowasifza-Curry politische Aktivistin Keine Anerkennung der Kandidatur durch die Green party of the United States.                          | 10         |
| David Rolde                                 | David Rolde politischer Aktivist Keine Anerkennung der Kandidatur durch die Green party of the United States.                                                         | 5          |
| Chad Wilson                                 | Chad Wilson politischer Aktivist Keine Anerkennung der Kandidatur durch die Green party of the United States.                                                         | –          |
| ausgeschiedene Kandidaten:                  | |            |
| Delegierte gesamt: 402 (202 zum Sieg)       | |            |

| Libertarian Party | |                                   |                   |
| Jo Jorgensen Jacob Hornberger Vermin Supreme keine Preference                                                                                       | |                                   |                   |
| Kandidat | Kandidat | Delegierte der gewonnenen Staaten | gewonnene Staaten |
| | Jo Jorgensen Psychologiedozentin an der Clemson University, Vizepräsidentschaftskandidatin 1996                |                                   |                   |
| ausgeschiedene Kandidaturen: | |                                   |                   |
| Ken Armstrong | Ken Armstrong ehemaliger Offizier der Küstenwache                                                              |                                   |                   |
| Dan Behrman | Dan Behrman Softwareentwickler, Podcaster                                                                      |                                   |                   |
| Keenan Dunham.jpg | Keenan Dunham Chair des Horry Countys                                                                          |                                   |                   |
| | Erik Chase Gerhardt Unternehmer                                                                                | –                                 |                   |
| Jacob Hornberger | Jacob Hornberger Gründer und Präsident der 'Future of Freedom Foundation', Präsidentschaftskandidat 2000       | 160                               | 6                 |
| Adam Kokesh | Adam Kokesh politischer Aktivist                                                                               | 29                                | (1)               |
| John McAfee | John McAfee Gründer und CEO von McAfee                                                                         | –                                 |                   |
| Sam Robb | Sam Robb Softwareentwickler und Autor                                                                          |                                   |                   |
| Vermin Supreme | Vermin Supreme Performance-Künstler und Aktivist für Anarchismus                                               | 33                                | 2                 |
| Arvin Vohra | Arvin Vohra ehemaliger Vice Chair des LNC                                                                      |                                   |                   |
| Max Abramson | Max Abramson Abgeordneter im Repräsentantenhaus von New Hampshire ausgeschieden am 3. März 2020                |                                   |                   |
| Lincoln Chafee | Lincoln Chafee ehemaliger Gouverneur von Rhode Island ausgeschieden am 5. April 2020                           |                                   |                   |
| | Kimberly “Kim” Ruff Vice chair des LPRadical ausgeschieden am 11. Januar 2020, unterstützt nun Vermin Surprime |                                   |                   |
| Delegierte gesamt: 1.059 (530 zum Sieg) vorläufig (2020 estimate is a rough approximation) Termin 2020 Libertarian National Convention: 22.–25. Mai | |                                   |                   |

### Einzelergebnisse (Green/Libertarian)
| Datum                                                          | Bundesstaat      | Delegierte                                      | Ergebnis Green Platzierung, Kandidat, Stimmenanteil, Delegierte | Ergebnis Libertarian Platzierung, Kandidat, Stimmenanteil, Delegierte |
| Grüne: -- Libertäre: 11. Januar 2020                           | New Hampshire    | Grüne: -- Delegierte Libertäre: 22 Delegierte   | keine Berechtigung zur Vorwahl | 1. Vermin Supreme (19 %) 2. Kim Ruff (16 %) 3. Jo Jorgensen (12 %) 4. None of the above (NOTA) (9 %) 5. Dan Behrman (9 %) 6. write-in: Jacob Hornberger (6 %) 7. Sam Robb (6 %) 8. write-in: Mark Whitney (4 %) 9. Arvin Vohra (4 %) 10. Ken Armstrong (4 %) 11. write-in: Lincoln Chafee (3 %) 12. write-in: Justin Amash (2 %) 13. Keenan Wallace Dunham (2 %) 14. Max Abramson (1 %)                                                     |
| Grüne: -- Libertäre: 23. Januar                                | Georgia          | Grüne: -- Delegierte Libertäre: 29 Delegierte   | keine Berechtigung zur Vorwahl | State Convention (keine reguläre Vorwahl) 1. Adam Kokesh (33 %) 2. Jo Jorgensen (20 %) 3. Vermin Supreme (18 %) 4. Dan Behrman (15 %) 5. Sam Robb (14 %) |
| Grüne: -- Libertäre: 3. März                                   | Iowa             | Grüne: - Delegierte Libertäre: 11 Delegierte    | keine Berechtigung zur Vorwahl | Primary 1. Jacob Hornberger (48 %) 2. Lincoln Chafee (13 %) 3. Jo Jorgensen (7 %) 4. Adam Kokesh (5 %) 5. Daniel Behrman (5 %) 6. John McAfee (4 %) 7. Vermin Supreme (3 %) 8. NOTA (3 %) 9. Sam Robb (2 %) 10. Max Abramson (2 %) 11. Mark Whitney (1 %) 12. Arvin Vorha (1 %) 13. Ken Armstrong (1 %) 14. Keenan Wallace Dunham (1 %) 15. Souraya Faas (1 %)                                                                              |
| 25. Februar                                                    | Minnesota        | Grüne: -- Delegierte Libertäre: 19 Delegierte   | Caucus 1. Dario Hunter (81 %) TBD 2. Sonstige (kumuliert) (19 %) TBD | Caucus (finale Runde 7) 1. Jacob Hornberger (59,5 %) 2. Jo Jorgensen (40,5 %) |
| 29. Februar – 2. Juni (Grüne) 16. März – 21. April (Libertäre) | Ohio             | Grüne: 7 Delegierte Libertäre: 45 Delegierte    | Convention vorläufiges Ergebnis: Brief- und E-Mail-Wahl noch nicht ausgezählt 1. Howie Hawkins (39 %) 3 2. Dario Hunter (30 %) 2 3. Dennis Lambert (22 %) 2 4. Sedinam Curry (4 %) 0 5. Susan Lochocki (2 %) 0 6. Chad Wilson (2 %) 0 | Online-Caucus 1. eins (xx %) 2. zwei (xx %) |
| 3. März 2020                                                   | Kalifornien      | Grüne: 43 Delegierte Libertäre: 110 Delegierte  | Primary 1. Howie Hawkins (36,2 %) 15 2. Dario Hunter (22,0 %) 9 3. Sedinam Moyowasifza-Curry (17,8 %) 8 4. Dennis Lambert (17,2 %) 8 5. David Rolde (6,9 %) 3 6. Sonstige (nur Kent Mesplay, Write-In) (0,1 %) 0                      | Primary 1. Jacob Hornberger (19,4 %) 2. Jo Jorgensen (12,4 %) 3. Vermin Supreme (12,2 %) 4. Ken Armstrong (10,6 %) 5. Adam Kokesh (7,6 %) 6. Sam Robb (6,0 %) 7. Dan Behrman (5,9 %) 8. Max Abramson (5,6 %) 9. Souraya Faas (3,5 %) 10. Steven A. Richey (3,4 %) 11. Erik Gerhardt (2,6 %) 12. Keenan Dunham (2,5 %) 13. Sonstige (kumuliert, alle Write-In) (0,1 %) Kim Ruff (8,2 %)                                                      |
| 3. März 2020                                                   | Massachusetts    | Grüne: 11 Delegierte Libertäre: 22 Delegierte   | Primary 1. Dario Hunter (16,9 %) 4 2. Howie Hawkins (16,4 %) 4 3. Sedinam Moyowasifza-Curry (10,6 %) 2 4. Kent Mesplay (4,1 %) 1 5. David Rolde (Write-In) (0,3 %) 0 6. Sonstige (kumuliert) (27,8 %) 0 7. No Preference (23,8 %) 0   | Primary 1. Vermin Supreme (10,4 %) 2. Jacob Hornberger (9,6 %) 3. Dan Behrman (7,7 %) 4. Arvin Vohra (3,9 %) 5. Kenneth Armstrong (3,8 %) 6. Jo Jorgensen (3,7 %) 7. Samuel Robb (3,3 %) 8. Adam Kokesh (3,3 %) 9. Max Abramson (2,6 %) 10. Sonstige (kumuliert) (25,0%) 11. No Preference (21,0 %) Kim Ruff (5,8 %) |
| 3. März 2020                                                   | North Carolina   | Grüne: 4 Delegierte Libertäre: 29 Delegierte    | Primary 1. Howie Hawkins (67,0 %) 4 2. No Preference (33,0 %) 0 | Primary 1. No Preference (33,1 %) 2. Jacob Hornberger (9,6 %) 3. John McAfee (9,0 %) 4. Vermin Supreme (6,3 %) 5. Ken Armstrong (5,7 %) 6. Jo Jorgensen (4,4 %) 7. Steve Richey (3,7 %) 8. James Orlando Ogle (3,4 %) 9. Souraya Faas (2,8 %) 10. Adam Kokesh (2,7 %) 11. Dan Behrman (2,4 %) 12. Kenneth Blevins (2,0 %) 13. Jedidiah Hill (1,9 %) 14. Erik Gerhardt (1,6 %) 15. Arvin Vohra (1,3 %) Kim Ruff (7,7 %) Max Abramson (2,6 %) |
| Grüne: -- Libertäre: TBD                                       | Oklahoma         | Grüne: -- Delegierte Libertäre: 14 Delegierte   | keine Berechtigung zur Vorwahl | Primary 1. eins (-- %) -- 2. zwei (-- %) -- |
| 10. März 2020                                                  | Missouri         | Grüne: 7 Delegierte Libertäre: 20 Delegierte    | Primary 1. Howie Hawkins (33,1 %) 3 2. Nicht verpflichtet (29,1 %) 0 3. Dario Hunter (21,6 %) 2 4. David Rolde (16,2 %) 2 | Primary 1. Jacob Hornberger (74,8 %) -- 2. Nicht verpflichtet (25,2 %) -- |
| Grüne: 14. März 2020 Libertäre: -                              | Illinois         | Grüne: 27 Delegierte Libertäre: 39 Delegierte   | Primary 1. Howie Hawkins (73 %) 20 2. Dario Hunter (27 %) 7 | keine Berechtigung zur Vorwahl |
| 11. April (Grüne) -- (Libertäre)                               | Wisconsin        | Grüne: 4 Delegierte Libertäre: 21 Delegierte    | Convention 1. eins (-- %) -- 2. zwei (-- %) -- | keine Berechtigung zur Vorwahl |
| Grüne: 4. April Libertäre: --                                  | Texas            | Grüne: 26 Delegierte Libertäre: 74 Delegierte   | Convention 1. eins (-- %) -- 2. zwei (-- %) -- | keine Berechtigung zur Vorwahl |
| Grüne: 28. April Libertäre: --                                 | Pennsylvania     | Grüne: 11 Delegierte Libertäre: 41 Delegierte   | Caucus 1. eins (-- %) -- 2. zwei (-- %) -- | keine Berechtigung zur Vorwahl |
| (Grüne) 28. April (Libertäre) --                               | New York         | Grüne: -- Delegierte Libertäre: 13 Delegierte   | Primary -- | Primary 1. eins (-- %) -- 2. zwei (-- %) -- |
| ??. Mai (Grüne) -- (Libertäre)                                 | Colorado         | Grüne: 55 Delegierte 7 Libertäre: 34 Delegierte | Convention 1. eins (-- %) -- 2. zwei (-- %) -- | keine Berechtigung zur Vorwahl |
| 12. Februar 2008                                               | Maryland         | Grüne: 8 DelegierteLibertäre: 21 Delegierte     | Convention 1. eins (-- %) -- 2. zwei (-- %) -- | keine Berechtigung zur Vorwahl |
| 12. Mai (Grüne) -- (Libertäre)                                 | West Virginia    | Grüne: 28 Delegierte 5 Libertäre: 6 Delegierte  | Convention 1. eins (-- %) -- 2. zwei (-- %) -- | keine Berechtigung zur Vorwahl |
| Grüne: -- Libertäre: 12. Mai 2020                              | Nebraska         | Grüne: -- Delegierte Libertäre: 8 Delegierte    | keine Berechtigung zur Vorwahl | Primary 1. Jo Jorgensen (28,1 %) -- 2. Jacob Hornberger (25,2 %) -- 3. Adam Kokesh (14,3 %) -- 4. Dan Behrman (9,4 %) -- 5. Max Abramson (8,9 %) -- Lincoln Chafee (14,1 %) -- |
| Grüne: 30. Mai Libertäre: --                                   | Mississippi      | Grüne: 4 Delegierte Libertäre: ?? Delegierte    | Convention 1. eins (-- %) -- 2. zwei (-- %) -- | keine Berechtigung zur Vorwahl |
| Grüne: 2. Juni 2020 Libertäre: 16. Juni                        | Washington, D.C. | Grüne: 4 Delegierte Libertäre: 3 Delegierte     | Primary 1. Write-In (kumuliert) (100 %) -- | Primary 1. eins (-- %) -- 2. zwei (-- %) -- |
| Grüne: 2. Juni 2020 Libertäre: ?                               | Montana          | Grüne: ?? Delegierte Libertäre: 5 Delegierte    | Primary 1. No Preference (100 %) | Primary 1. eins (-- %) -- 2. zwei (-- %) -- |
| Grüne: -- Libertäre: 9. Juni                                   | North Dakota     | Grüne: ?? Delegierte Libertäre: 4 Delegierte    | keine Berechtigung zur Vorwahl | Primary 1. eins (-- %) -- 2. zwei (-- %) -- |
| Grüne: -- Libertäre: 2. Juni 2020                              | New Mexico       | Grüne: ?? Delegierte Libertäre: 13 Delegierte   | keine Berechtigung zur Vorwahl | Primary 1. Jo Jorgensen (33,1 %) -- 2. Nicht verpflichtet (21,1 %) -- 3. Jacob Hornberger (9,9 %) -- 4. Adam Kokesh (7,8 %) -- 5. Sam Rob (5,8 %) -- 6. John Monds (3,9 %) -- 7. Dan Behrman (3,7 %) -- 8. Arvin Vohra (2,5 %) -- 9. James Ogle (2,2 %) -- Lincoln Chafee (10,1 %) -- |
| Grüne: -- Libertäre: 9. Juni                                   | South Dakota     | Grüne: ?? Delegierte Libertäre: 5 Delegierte    | keine Berechtigung zur Vorwahl | Primary 1. eins (-- %) -- 2. zwei (-- %) -- |
| Grüne: 20. Juni Libertäre: --                                  | Michigan         | Grüne: 15 Delegierte Libertäre: 34 Delegierte   | Convention 1. eins (-- %) -- 2. zwei (-- %) -- | keine Berechtigung zur Vorwahl |

## Weitere Parteien
Acht weitere Parteien stellen Präsidentschaftskandidaten auf, die teils von weiteren Parteien unterstützt werden. Keine der Parteien erscheint in genügend Staaten auf dem Stimmzettel, um zumindest theoretisch die Präsidentschaftswahl gewinnen zu können.
Nur die Constitution Party hat dabei Berechtigung zu Vorwahlen in mehreren Bundesstaaten. In 15–17 Staaten erscheint sie auf dem Stimmzettel, was zumindest theoretisch Zugriff auf 135–156 von 538 Wahlleuten des Electoral College ermöglicht (ohne Staaten mit Write-in). Für die Peace and Freedom Party trat auch der grüne Kandidat Howie Hawkins an – der in Kalifornien für die Peace and Freedom registriert ist.
| Constitution Party | Constitution Party | Constitution Party                                                                                            | Peace and Freedom Party                                                   | American Independent |
| North Carolina | Idaho | Missouri | Kalifornien                                                               | Kalifornien |
| 3. März 2020 Primary 1. No preference (41,6 %) 2. Don Blankenship (36,3 %) State chairman der Constitution Party of California, ehem. Manager – nach dem Upper Big Branch Minenunglück zu einem Jahr Haft wegen vorsätzlichen Sicherheitsverstößen verurteilt 3. Charles Kraut (22,1 %) | 10. März 2020 Primary 1. Don Blankenship (27,6 %) 2. Sheila “Samm” Tittle (21,5 %) 3. Daniel Clyde Cummings (14,7 %) 4. Charles Kraut (13,7 %) 5. J.R. Myers (12,8 %) State chairman der Constitution Party of Alaska (bis 2013 Teil der Constitution Party, jetzt zur Life and Liberty Party gehörig), Präsidentschaftskandidat der Life and Liberty 6. Don J. Grundmann (9,7 %) | 10. März 2020 Primary 1. Don Blankenship (39,0 %) 2. Nicht verpflichtet (38,1 %) 3. Don J. Grundmann (22,9 %) | 3. März 2020 Primary 1. Gloria La Riva (67,2 %) 2. Howie Hawkins (32,8 %) | 3. März 2020 Primary 1. Phil Collins (32,6 %) 2. Rocky De La Fuente, Jr. (22,7 %) 3. Don Blankenship (18,3 %) 4. J.R. Myers (14,3 %) 5. Charles Kraut (12,1 %) |

Die Peace and Freedom Party tritt mit Gloria La Riva als Kandidat für den Präsidenten und Leonard Peltier als Kandidat für den Vizepräsidenten an. Die kommunistische Party for Socialism and Liberation schloss sich der Nominierung an – womit das Team für beide Parteien zur Wahl antritt.